# Archie Gray (Fußballspieler, 2006)
Archie James Francis Gray (* 12. März 2006 in Durham) ist ein englischer Fußballspieler, der bei Tottenham Hotspur in der Premier League unter Vertrag steht. Er kommt als zentraler Mittelfeldspieler und rechter Außenverteidiger zum Einsatz.

## Karriere

### Vereine
Der in Durham geborene Gray schloss sich Leeds United bereits in der U-9-Altersklasse an. Er durchlief die Akademie schnell und am 18. Dezember 2021, im Alter von 15 Jahren, saß Gray erstmals bei einem Premier-League-Spiel von Leeds gegen den FC Arsenal auf der Bank. Wäre er eingesetzt worden, hätte er den Rekord als jüngster Spieler von Leeds United gebrochen, der 1962 von Peter Lorimer aufgestellt wurde. In der Saison 2021/22 saß er noch weitere fünfmal auf der Bank, kam aber nicht zum Einsatz. Die Saison endete mit dem Abstieg von Leeds in die EFL Championship.
Am 6. August 2023 gab er im Eröffnungsspiel der EFL Championship 2023/24 gegen Cardiff City an der Elland Road sein Profidebüt für Leeds United. Gray kam in der Saison in allen Wettbewerben 52 Mal zum Einsatz, wobei Leeds das Playoff-Finale gegen den FC Southampton verlor und damit knapp den Wiederaufstieg verpasste. Im April 2024 wurde er zum EFL Championship Young Player of the Season gewählt.
Am 2. Juli 2024 unterschrieb Gray für eine ungenannte Ablösesumme, die sich laut Berichten auf rund 40 Millionen Pfund belaufen soll, beim Premier-League-Verein Tottenham Hotspur.

### Nationalmannschaft
Er spielte bisher für verschiedene Jugendauswahlen von England (U-15 bis U-21). Er wäre auch für die Schottische Nationalmannschaft spielberechtigt.

## Familie
Er ist der Sohn von Andy Gray und seiner Frau Giorgina. Er ist einer von vier Brüdern, außerdem ist er der Enkel von Frank Gray und der Großneffe von Eddie Gray, die alle für Leeds United spielten und Schottland auf internationaler Ebene vertraten.

## Titel
Verein
- Europa-League-Sieger: 2025 (Tottenham Hotspur)

Nationalmannschaft
- U21-Europameister: 2025